# Mue des arthropodes

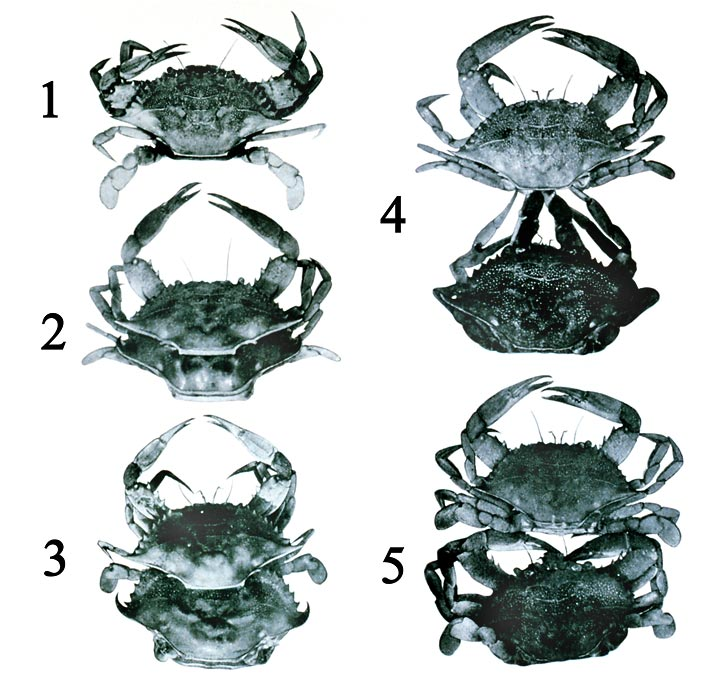
Série de photos des différentes phases de l'exuviation du crabe bleu.

Les arthropodes (insectes, crustacés, arachnides, etc.) sont caractérisés par un squelette externe (exosquelette) inextensible, la cuticule ou carapace. La mue permet à ces animaux, en changeant périodiquement leur cuticule, de grandir en taille (mue de croissance) ou d'acquérir de nouveaux organes, voire de changer de forme (mue de métamorphose). Ainsi, chez beaucoup d'insectes, une ou deux mues particulières permettent la métamorphose des stades larvaires au stade adulte.
L'ancienne carapace, devenue trop petite, que l'animal abandonne, s'appelle l'exuvie. On appelle plus particulièrement exuviation le rejet de l'ancienne carapace. Le terme dysecdysis (it) désigne un trouble de la mue aussi bien chez les arthropodes que chez les serpents. Les différentes étapes de la mue seront détaillées ci-dessous.
Un arthropode est plus vulnérable durant toute la mue, non seulement pendant l'exuviation, où il n'a plus la possibilité de fuir et où les risques de blessure sont fréquents, mais aussi dans les étapes pré- et post-exuviales où la vieille cuticule se ramollit et où la nouvelle n'est pas encore suffisamment durcie.

## Rôles et fonctions de la mue

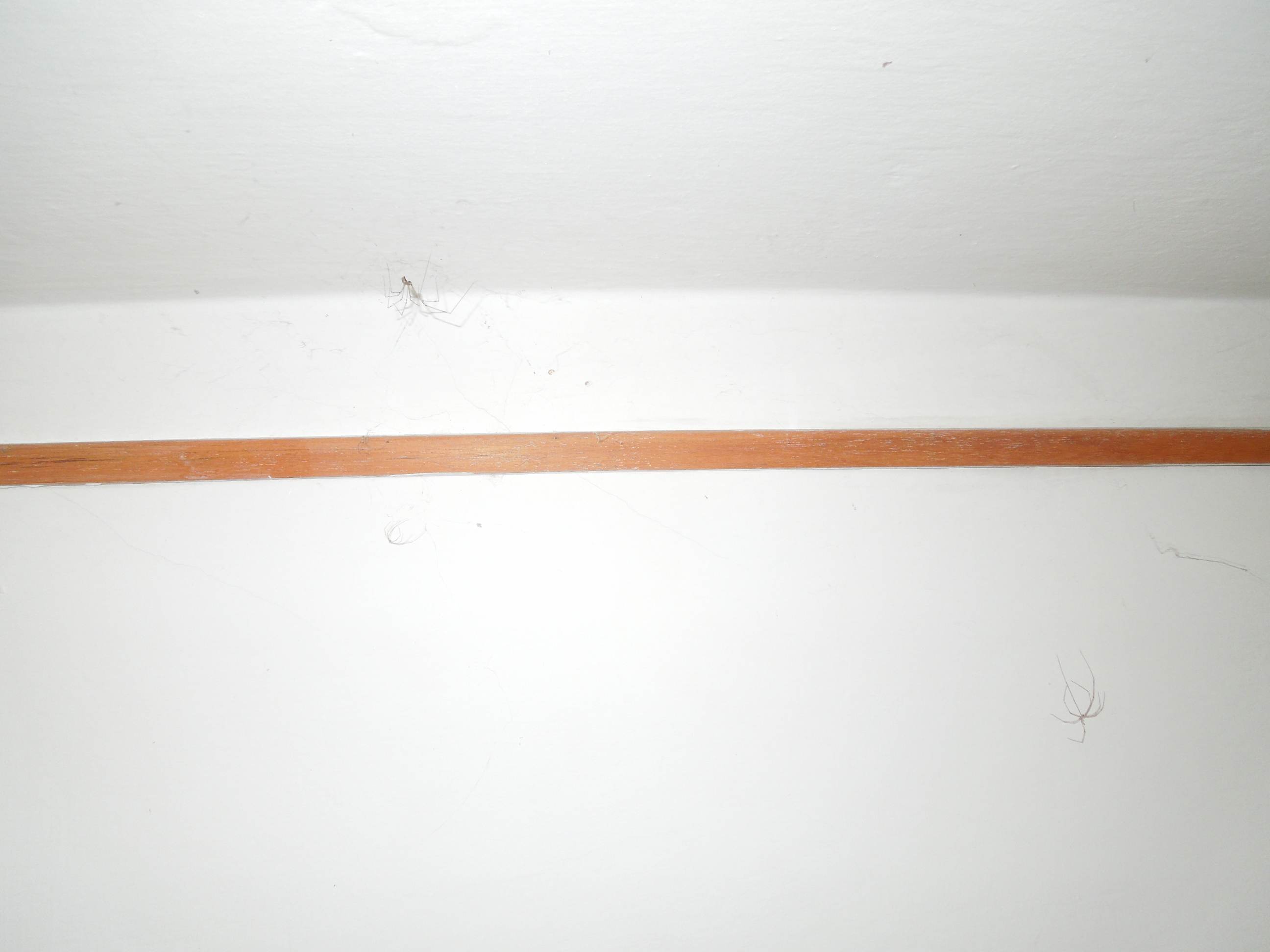
Araignée (Pholcus, en haut à gauche) et ses deux exosquelettes antérieurs (en bas à gauche et en bas à droite) : la mue a permis la croissance par étapes de cette araignée jusqu'à sa taille adulte.

La fonction première de la mue est de permettre la croissance de l'animal.
Chez les espèces qui se métamorphosent, la dernière mue du stade juvénile permet le passage à l'individu adulte et sexuellement mature.
La mue est aussi un moyen de détoxification. Lors de leur croissance les arthropodes stockent en effet une partie des métaux toxiques qu'ils ont acquis via l'alimentation et la respiration dans leur carapace ; c'est le cas pour de grands animaux comme la langouste ou le homard comme pour des crustacés tels que le crabe ou la crevette.
Chacune des mues successives est une occasion pour l'animal de se détoxiquer en abandonnant dans l'environnement ces métaux qui seront pour un certain temps inertés dans la chitine de l'ancienne carapace. Ceci ne vaut pas pour tous les métaux (le méthylmercure est par exemple intégré dans le muscle), et une étude du homard américain montre qu'une autre part importante des métaux intégrés par le homard est plus ou moins durablement stockée dans les tissus hépato-pancréatiques et que seuls le manganèse, le nickel et le plomb sont trouvés en quantité significative à importante (plus que dans l'environnement de l'animal parfois) dans la carapace.
Les taux de ces contaminants trouvés dans l'exuvie reflètent globalement la qualité ou pollution des sédiments environnants, voire les dépassent. Une étude a recherché d'éventuelles corrélations entre les taux de métaux des carapaces et le risque pour le homard américain de développer la maladie de la coquille sans en trouver.

## Les différentes étapes de la mue
Schématiquement, la mue (au sens large) peut être découpée en sept étapes.
1. L'apolyse est la première manifestation visible de la mue. Elle correspond au décollement de l'épiderme (composé d'une couche unicellulaire) et de l'ancienne cuticule. Ce décollement commence plusieurs jours avant l'exuviation, et n'est souvent perceptible que via la microscopie, mais il s'accompagne chez certains arthropodes d'un changement de brillance de la cuticule et par des changements comportementaux (arrêt de l'alimentation par exemple).
2. L'apolyse est suivie par la sécrétion d'un liquide entre l'épiderme et la cuticule. Ce liquide, appelé aussi liquide de mue ou liquide exuvial contient des enzymes qui ont pour effet de digérer les couches les plus internes (et les moins dures) de la cuticule. Les composants issus de cette digestion sont récupérés par l'organisme et stockés pour être ré-utilisés ultérieurement dans la nouvelle cuticule. Cette digestion se poursuit jusqu'à l'exuviation et a pour effet de rendre l'animal plus mou, et donc plus vulnérable.
3. Le décollement cuticulaire est souvent suivi de remaniements de l'épiderme, notamment des mitoses plus ou moins nombreuses, qui permettent à l'épiderme de croître et éventuellement de se modifier avant la synthèse de la nouvelle cuticule. Ces remaniements sont plus nombreux et complexes lors d'une « mue de métamorphose » que lors d'une mue de croissance.
4. Ensuite débute la synthèse de la nouvelle cuticule, composée de plusieurs couches successives constituées de chitine et de protéines. Il s'agit donc d'une synthèse cuticulaire pré-exuviale, qui peut s'étendre sur plusieurs jours. À partir de ce moment-là, l'arthropode a deux cuticules, incomplètes, l'une sous l'autre, séparées par le liquide exuvial. Les attaches musculaires, toujours ancrées sur l'ancienne cuticule, sont progressivement reconstruites sur la nouvelle.
5. Puis, lorsque la nouvelle cuticule est suffisamment épaisse, c'est l'exuviation (la mue au sens restreint). Le rejet de la vieille cuticule s'effectue grâce à un comportement stéréotypé de l'animal (mouvements rythmiques, et gonflement maximal du corps, souvent en avalant de l'eau ou de l'air (selon qu'il mène une vie aquatique ou terrestre). La vieille cuticule se déchire selon des lignes de déhiscence, c'est-à-dire des lignes de moindre résistance, qui ont été presque complètement digérées par le liquide exuvial. Les mouvements de l'animal lui permettent de s'extraire de sa vieille carapace et d'étendre la nouvelle au maximum.
6. Après l'exuviation, s'effectue une reprise de la sécrétion cuticulaire, dite post-exuviale, qui consiste en une sécrétion de nouvelles couches chitino-protéiques.
7. La synthèse cuticulaire post-exuviale s'accompagne d'un durcissement de la cuticule ou sclérification (sclerotisation, en anglais). Ce durcissement s'effectue de différentes manières : chez les crustacés essentiellement par incorporation de calcaire, chez les insectes par de nouvelles liaisons entre les fibres chitino-protéiques qui aboutissent à un tannage des protéines. À la fin de cette étape, qui peut prendre plusieurs jours chez les gros arthropodes, l'animal récupère donc enfin ses aptitudes physiques.

## Mues et développement des aptérygotes

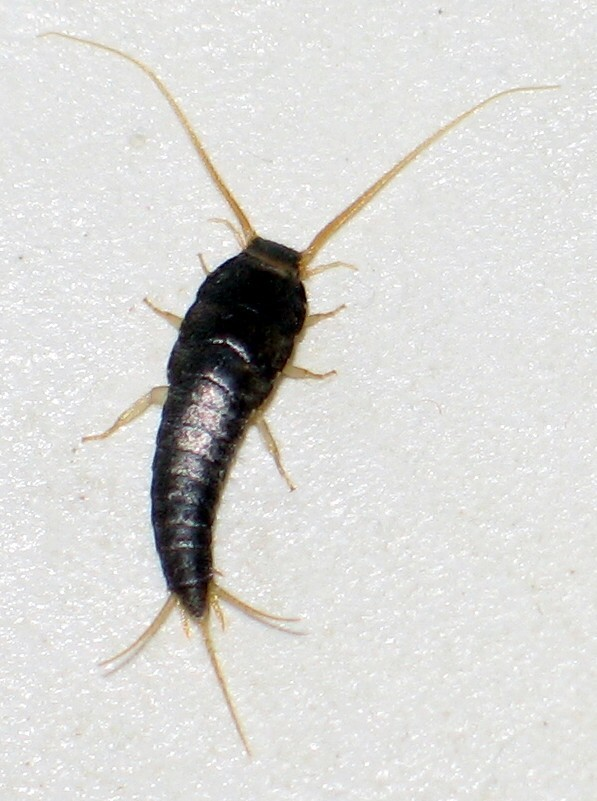
Un aptérygote, le lépisme.

Les aptérygotes ou Apterygota sont des insectes possédant de nombreux caractères primitifs, qui n'ont pas d'ailes et ne subissent pas de métamorphose : on dit qu'ils sont amétaboles. L'animal qui sort de l'œuf est un juvénile (on ne peut pas parler de larve puisqu'il n'y a pas de métamorphose). Sa morphologie est similaire à l'adulte dont il ne diffère que par la taille et la maturité sexuelle. Le développement consiste uniquement en des mues de croissance, dont le nombre n'est pas défini. Lorsque l'animal atteint la maturité sexuelle, il reste capable de muer et peut se reproduire, selon les espèces, après chaque mue ou toutes les deux mues.

## Mues et développement des ptérygotes

Mue d'une cigale, vue accélérée.

Les insectes ptérygotes ou Pterygota possèdent typiquement des ailes, qu'ils acquièrent en subissant une métamorphose plus ou moins importante selon les groupes. L'œuf donne naissance à une larve, qui subit plusieurs mues de croissance (définissant plusieurs stades larvaires) avant de subir une ou deux mues de métamorphose. L'animal après la métamorphose, est appelé imago : c'est l'insecte adulte, au stade terminal de son développement, car il ne subit plus de mues.
On distingue plus particulièrement les hétérométaboles, qui effectuent une métamorphose « incomplète », en ce sens que l'on voit progressivement apparaître les ébauches des ailes au cours des stades larvaires. Leur métamorphose s'effectue généralement au cours d'une seule mue sauf pour les éphéméroptères qui ont un stade intermédiaire, appelé subimago, entre la larve et l'imago. Dans les hétérométaboles, on distingue encore les paurométaboles, dont les larves et adultes vivent dans le même milieu et les hémimétaboles, qui changent de milieu à la mue adulte.

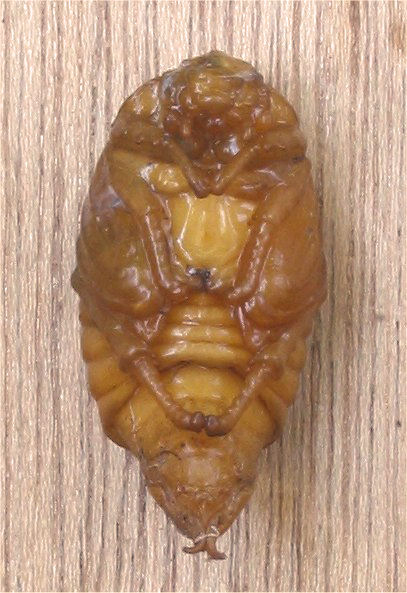
Nymphe d'un coléoptère, le hanneton.

Les holométaboles effectuent une métamorphose « complète », en ce sens que les ébauches alaires n'apparaissent qu'à la métamorphose. Celle-ci se réalise toujours au cours de deux mues successives, faisant donc toujours apparaître un stade intermédiaire entre la larve et l'adulte, stade que l'on appelle chrysalide (essentiellement chez les lépidoptères), nymphe (chez les lépidoptères et les coléoptères) ou pupe (chez les diptères et les hyménoptères).
Beaucoup d'espèces de ptérygotes muent un nombre fixe de fois, qui diffère en fonction des espèces, mais ce n'est pas une règle générale, car de nombreux insectes sont capables d'adapter leur nombre de mues en fonction des conditions de leur environnement.
Certains insectes ptérygotes, peuvent néanmoins avoir perdu leurs ailes au cours de leur développement ou de leur évolution : dans ce cas, on dit qu'ils sont aptères (et non aptérygotes). Par exemple, les fourmis adultes, tout en étant des ptérygotes, sont généralement aptères : les fourmis ailées, qui sont en fait les adultes reproducteurs, perdent leurs ailes très rapidement après leur sortie du nid de naissance.

## Mues et développement des crustacés
Les crustacés muent un nombre indéfini de fois. Ils peuvent muer plusieurs fois après avoir atteint l'état adulte (mues de croissance). Ils peuvent néanmoins subir des mues de métamorphose, mais contrairement aux insectes, qui les effectuent en fin de développement post-embryonnaire, les crustacés se métamorphosent au tout début de leur développement, au cours des mues qui suivent leur éclosion. Par exemple, le homard sort de son œuf sous la forme d'une larve qui est planctonique, entraînée par les courants. Elle subit généralement trois mues larvaires, pendant lesquelles elle grossit, mais ne change pas fondamentalement de forme, ni de comportement. Puis elle subit ensuite une mue de métamorphose, qui va la modifier nettement et s'accompagner d'un changement de mode de vie, puisqu'elle rejoint le fond des océans et mène une vie benthique. À ce moment-là, l'animal est un tout petit homard, appelé juvénile. Il devra encore effectuer plusieurs mues de croissance avant de devenir un adulte capable de se reproduire, puis il pourra encore subir plusieurs mues après avoir atteint sa maturité sexuelle. Donc, contrairement au cas des insectes, l'état adulte n'est pas dépendant de la métamorphose chez les crustacés.
On dit très fréquemment, chez les crustacés, qu'un animal est en « pré-mue » quand il est en période pré-exuviale (entre l'apolyse et l'exuviation) et en « post-mue », après l'exuviation. L'intervalle variable (parfois très long chez les Crustacés) où l'animal n'est pas en période de mue est appelé « intermue » (mais il peut y avoir confusion entre cette période de non-mue et la période entre deux exuviations.)

## Mues et développement des autres arthropodes
Les araignées muent généralement un nombre fixe de fois, variant en fonction des espèces. Chez certaines d'entre elles, des mues se poursuivent à l'état adulte, notamment chez les espèces vivant plusieurs années.

## Contrôle endocrine de la mue
La mue des arthropodes est déclenchée par une hormone stéroïde, appelée ecdysone ou hormone de mue, souvent sécrétée par une glande spécialisée, la glande de mue (appelée glande prothoracique chez les insectes ou organe Y chez les crustacés). Plus précisément, la glande de mue sécrète l'ecdysone, qui est transformée par d'autres organes en l'hormone active, la 20-hydroxy-ecdysone. Cette hormone contrôle essentiellement la phase pré-exuviale de la mue : les concentrations hormonales de 20-hydroxy-ecdysone dans l'hémolymphe augmentent à l'apolyse et atteignent leur maximum au moment de l'initiation de la nouvelle cuticule, puis chutent à l'exuviation. D'autres hormones, notamment des neurohormones peptidiques, contrôlent plus particulièrement l'exuviation et les phases post-exuviales.
Chez les insectes, les mues de métamorphose se produisent quand l'ecdysone est sécrétée en absence d'une autre hormone, l'hormone juvénile, élaborée par les corps allates. Par contre, les mues larvaires se produisent quand l'ecdysone est sécrétée en présence d'hormone juvénile.